# Вольное (Сумская область)
Вольно́е, в 18 веке город Волно́й, Вольно́в, Вольный (укр. Вільне) — село,
Вольненский сельский совет,
Великописаревский район,
Сумская область,
Украина.
Код КОАТУУ — 5921280501. Население по переписи 2001 года составляло 991 человек.
Является административным центром Вольненского сельского совета, в который, кроме того, входят сёла
Дружба,
Ездецкое,
Станичное,
Широкий Берег и
Шурово.

## Географическое положение
Село Вольное находится на правом берегу реки Ворскла,
выше по течению примыкает село Стрелецкая Пушкарка,
ниже по течению на расстоянии в 1 км расположено село Сидорова Яруга,
на противоположном берегу — село Ямное.
Река в этом месте извилистая, образует лиманы, старицы и заболоченные озёра.
Рядом проходит автомобильная дорога Т-1901.

## История
- 1640 — построен как русская крепость (острог) Белгородской засечной черты близ границы с Речью Посполитой под именем Вольного кургана[2][3]. Сразу же поляки как противовес построили Ахтырку (в 1641).
- 1765 — центр Вол[ь]новского уезда Белгородской губернии, с 1779 — Слободской губернии.
- 1780 — Волновский уезд упразднён.

## Экономика
- Птице-товарная ферма.
- «Вольное», ЧП.

## Объекты социальной сферы
- Школа I—II ст.
- Музей истории.